# Sylvain Dufour
Sylvain Dufour (* 19. November 1982 in Saint-Dié-des-Vosges) ist ein französischer Snowboarder.
Am 27. November 1999 fuhr er in Tignes sein erstes Weltcuprennen. Seither startete er an 90 weiteren Rennen. Beim Weltcuprennen im Parallel-Riesenslalom im  Piemont im Dezember 2008 wurde er Zweiter. Im März 2011 holte er in Valmalenco im Parallel-Riesenslalom seinen ersten Weltcupsieg. In der Saison 2013/14 gewann  er in Carezza den Parallelslalom und in Sudelfeld den Parallel-Riesenslalom.
An der Snowboard-Weltmeisterschaft 2009 wurde er Vize-Weltmeister in den Disziplinen Parallelslalom und Parallel-Riesenslalom. Bei den Olympischen Winterspielen 2010 in Vancouver belegte er den zehnten Rang im Parallel-Riesenslalom. Bei den Olympischen Winterspielen 2014 in Sotschi errang er den 16. Platz im Parallel-Riesenslalom und den elften Platz im Parallelslalom.